# کوئینتزانو دوییو
کوئینتزانو دوییو (به ایتالیایی: Quinzano d'Oglio) یک کومونه در ایتالیا است که در استان برشا واقع شده‌است. کوئینتزانو دوییو ۲۱ کیلومتر مربع مساحت و ۶٬۵۲۵ نفر جمعیت دارد و ۶۵ متر بالاتر از سطح دریا واقع شده‌است.